# Logis de Lugérat
Le logis de Lugérat est situé sur la commune de Montignac-Charente, en Charente, à une quinzaine de kilomètres au nord d'Angoulême.

## Historique
Au Moyen Âge, le fief de Lugerac, dans la paroisse de Montignac, dépendait de l'évêque d'Angoulême, qui possédait les terres de Boixe, et une paire d'éperons dorés devait lui être remise par chaque nouveau propriétaire en signe d’allégeance, ainsi que de la baronnie de Montignac; 10 sous étaient aussi remis au baron,. 
Ce fief est mentionné dès le XIIIe siècle. Au XIVe siècle la famille La Rivière en devient propriétaire. 
Aux XVe et XVIe siècles, il devient successivement par mariages la propriété des La Faye puis des Flamant. C'est à cette époque que le logis actuel est construit.
En 1660, François Louis Flamant, écuyer, seigneur de Villognon, demeure au château de Lugérat ; il épouse alors Marie de Grain de Gademoulins.
Entre 1700 et 1740, le château passe sous bail judiciaire à un fermier. En 1740, Marie-Charlotte Flamen vend le domaine à Bernard Faure de Rancureau, conseiller du Roi, qui ne le gardera que jusqu'en 1763 où il est acquis par adjudication par Robert d'Asnières, écuyer, seigneur de Villechenon (paroisse de Vayres, en Limousin) et de Nitrat (Saint-Amant-de-Boixe),.
A la Révolution, celui-ci émigre et Lugérat est vendu comme bien national en 1792 au citoyen Chevreuse.
En 1840, le domaine est acheté par le maire d'Angoulême, Hyppolite Broquisse, qui fera ajouter deux grosses tours rondes à l'arrière, mais qui seront démolies en 1971 par le propriétaire d'alors, M. Bartolini, qui restaure le logis. Dans les années 1990, le domaine est acquis par Jean-Richard Micoulaud, propriétaire actuel, qui poursuit la restauration,.

## Architecture
Le bâtiment principal est situé à l'ouest d'une cour bordée de communs. Il consiste en un corps de logis flanqué de deux tours rondes, légèrement excentrées vers l'ouest. Une tour polygonale contenant un escalier à vis est accolée au centre de la façade orientale, face à la cour. Un mur sépare la cour d'honneur de celle d'entrée. 
Le corps de logis possède deux niveaux et a conservé sa haute toiture de tuiles plates. Les deux tours rondes ont des bouches à feu sur leur base. Elles auraient été autrefois coiffées de poivrières. La porte d'entrée de la tour d'escalier est surmontée d'une accolade avec un blason martelé.
Les deux façades sont percées de fenêtres sur trois travées côté est et quatre côté ouest. Elles ont été élargies au fil des siècles et comportaient autrefois des meneaux. Des portes côté cour ont aussi été percées au XVIIIe siècle.

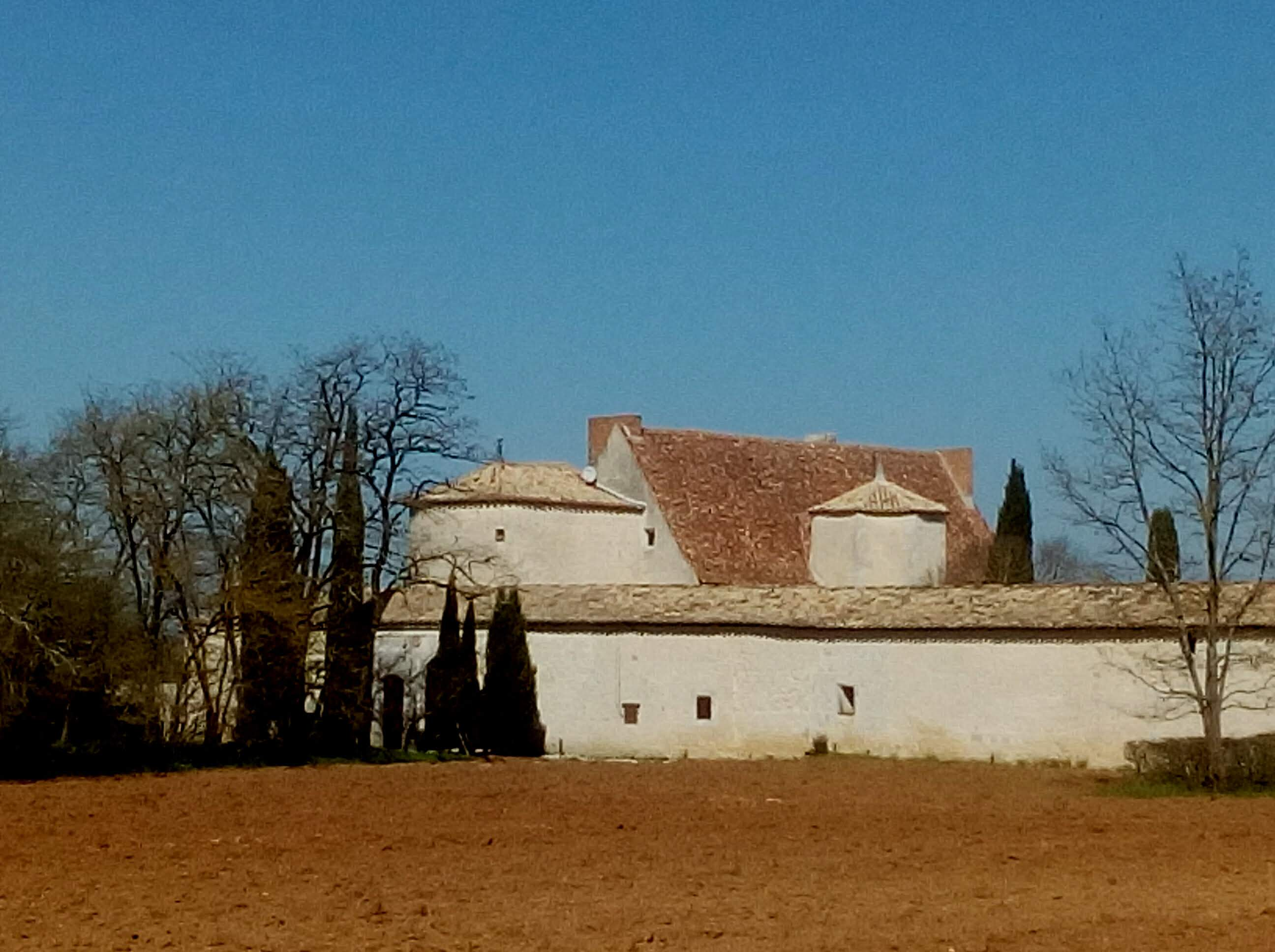
Vue extérieure du sud-est, avec une des deux tours ronde et la tour octogonale.
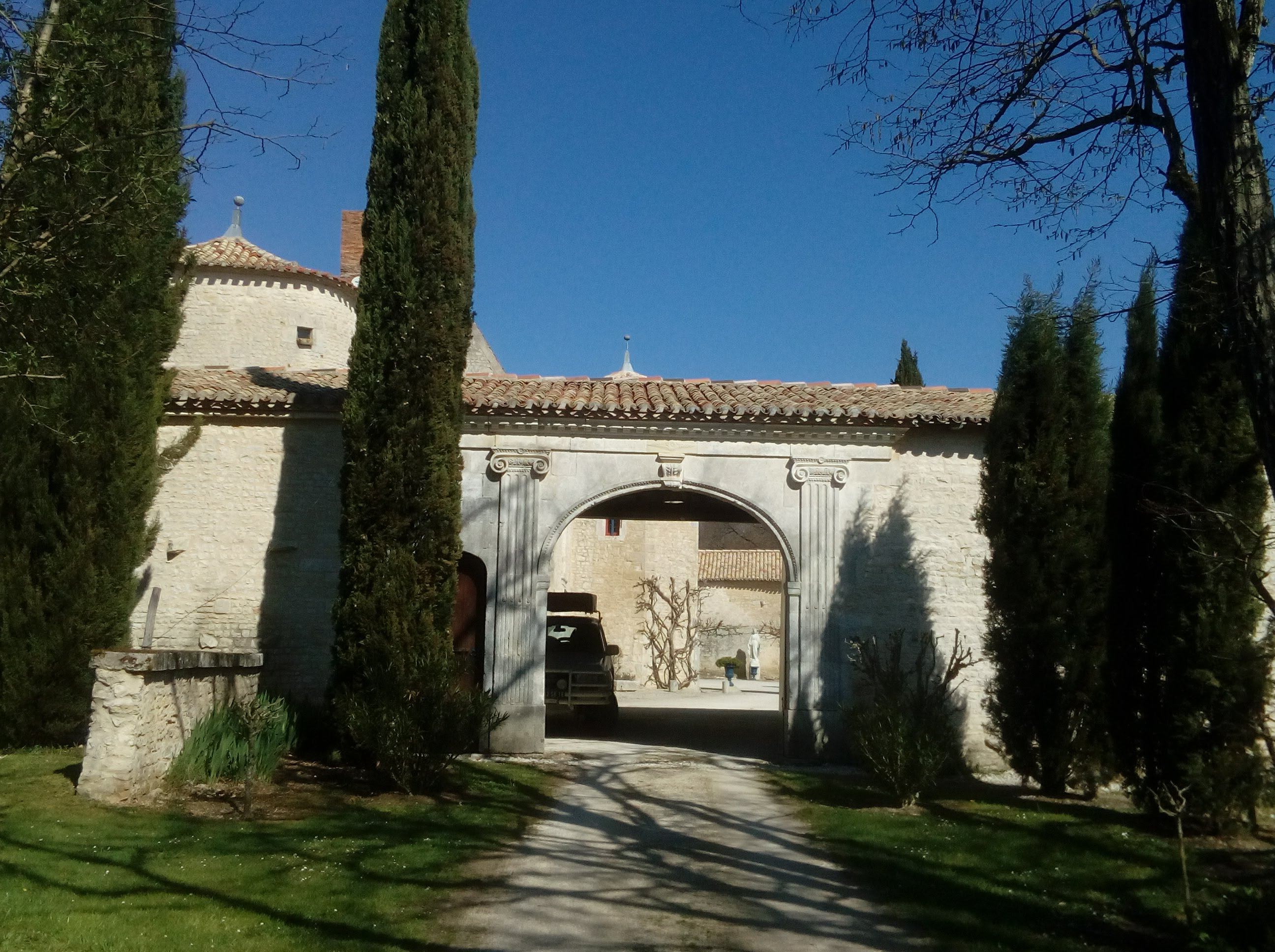
Portail d'entrée, vu du sud.
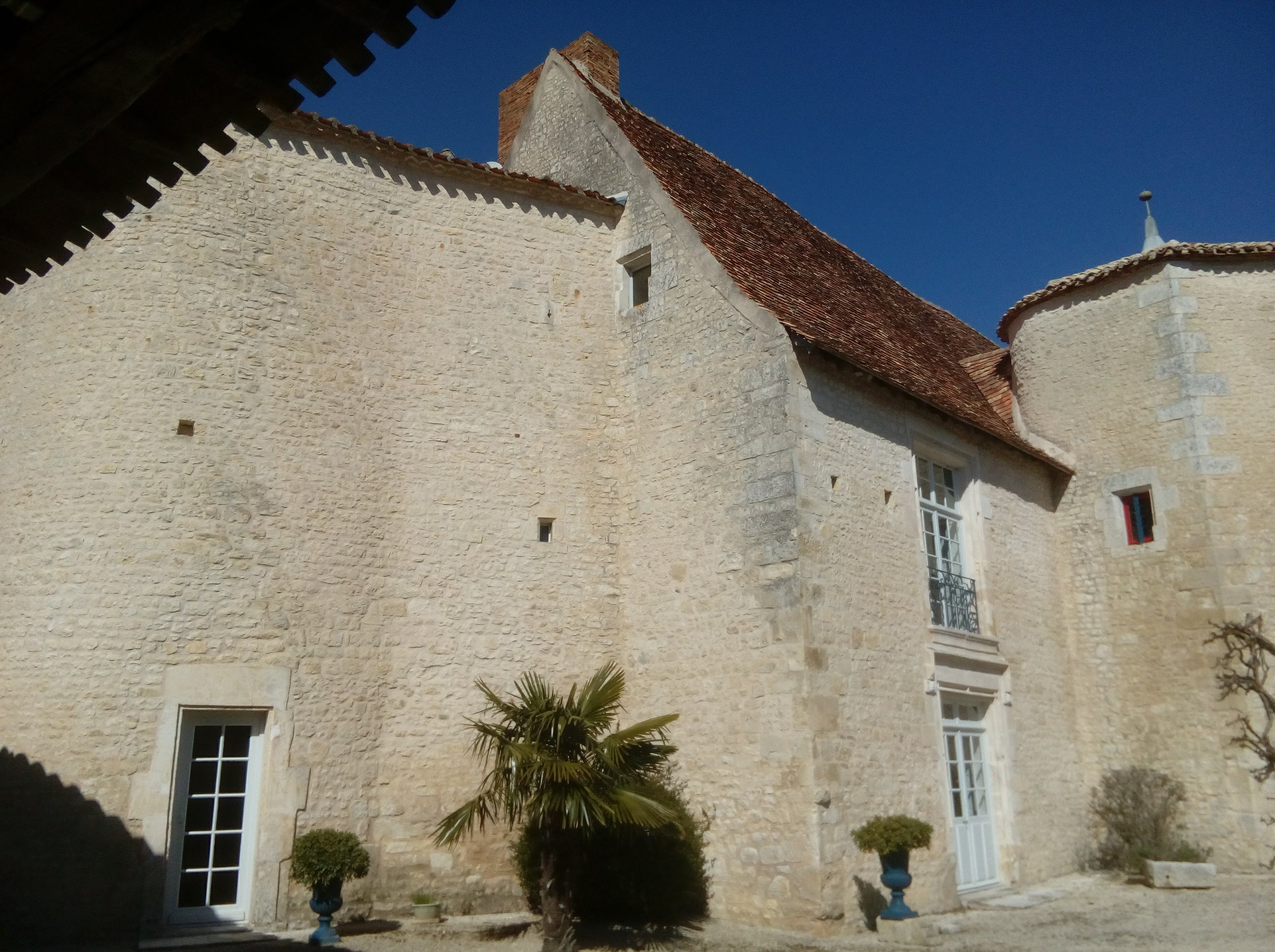
Corps de logis, vu du sud-est.
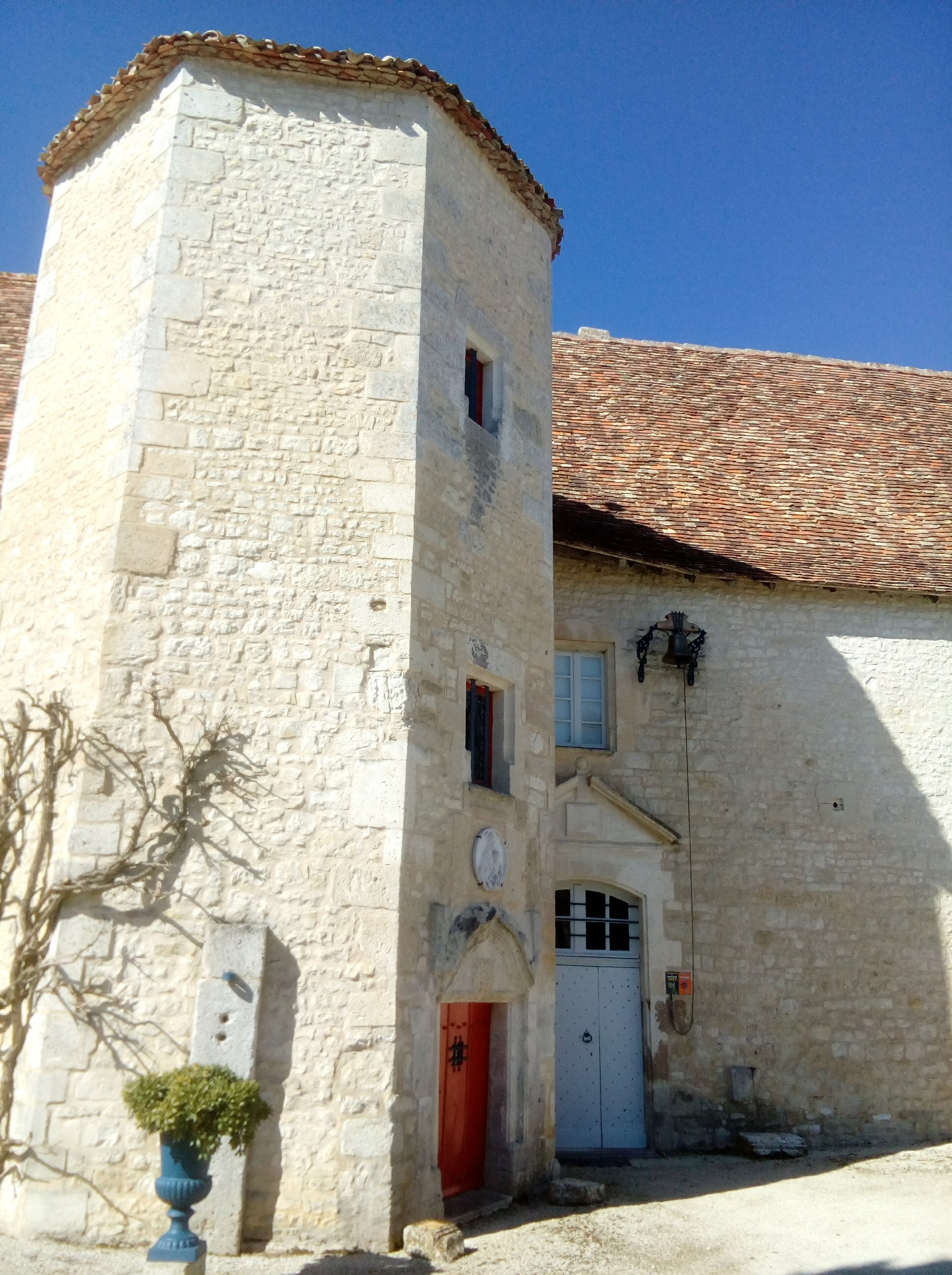
La tour d'escalier.
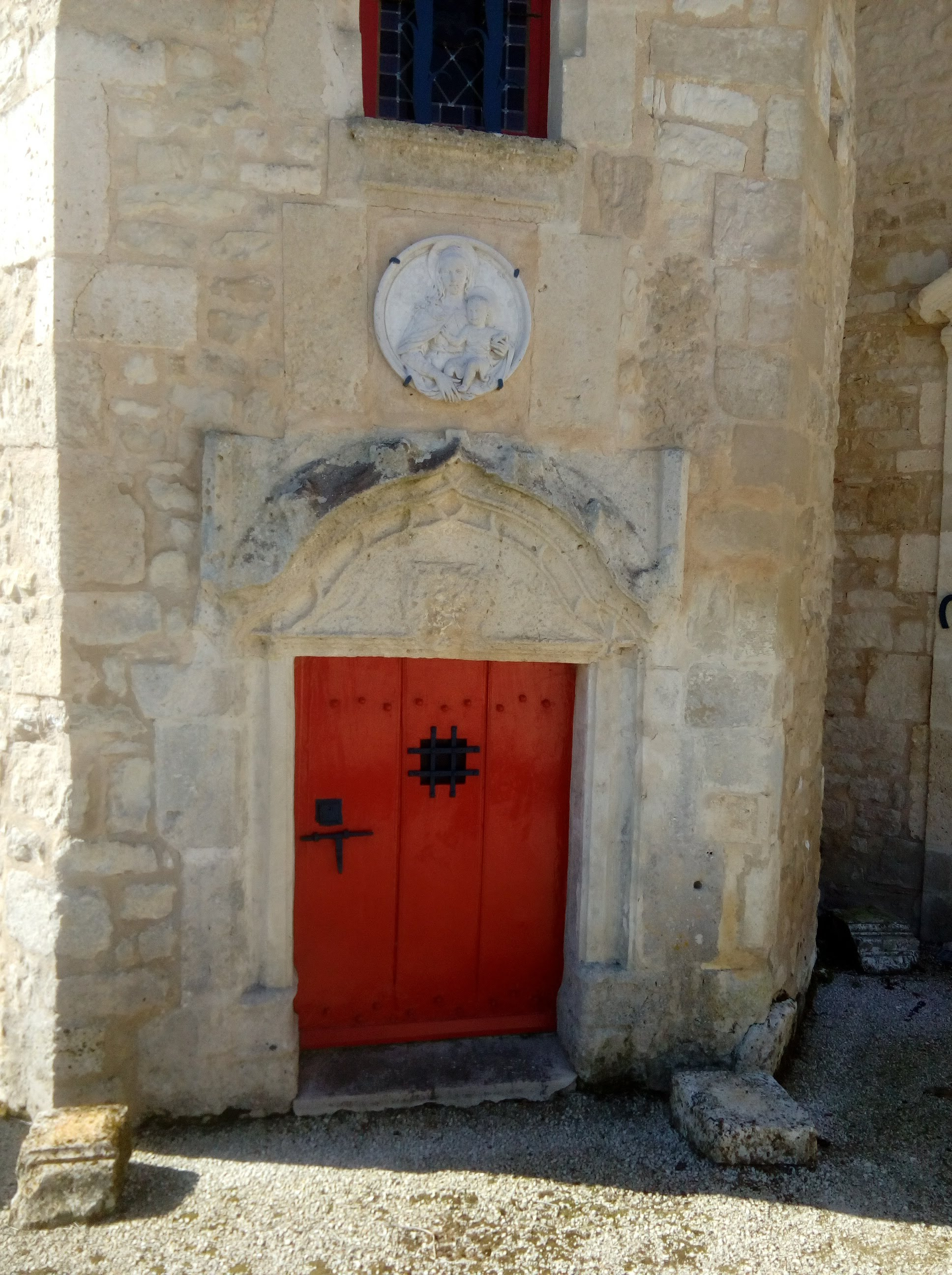
Porte de la tour d'escalier avec le blason.
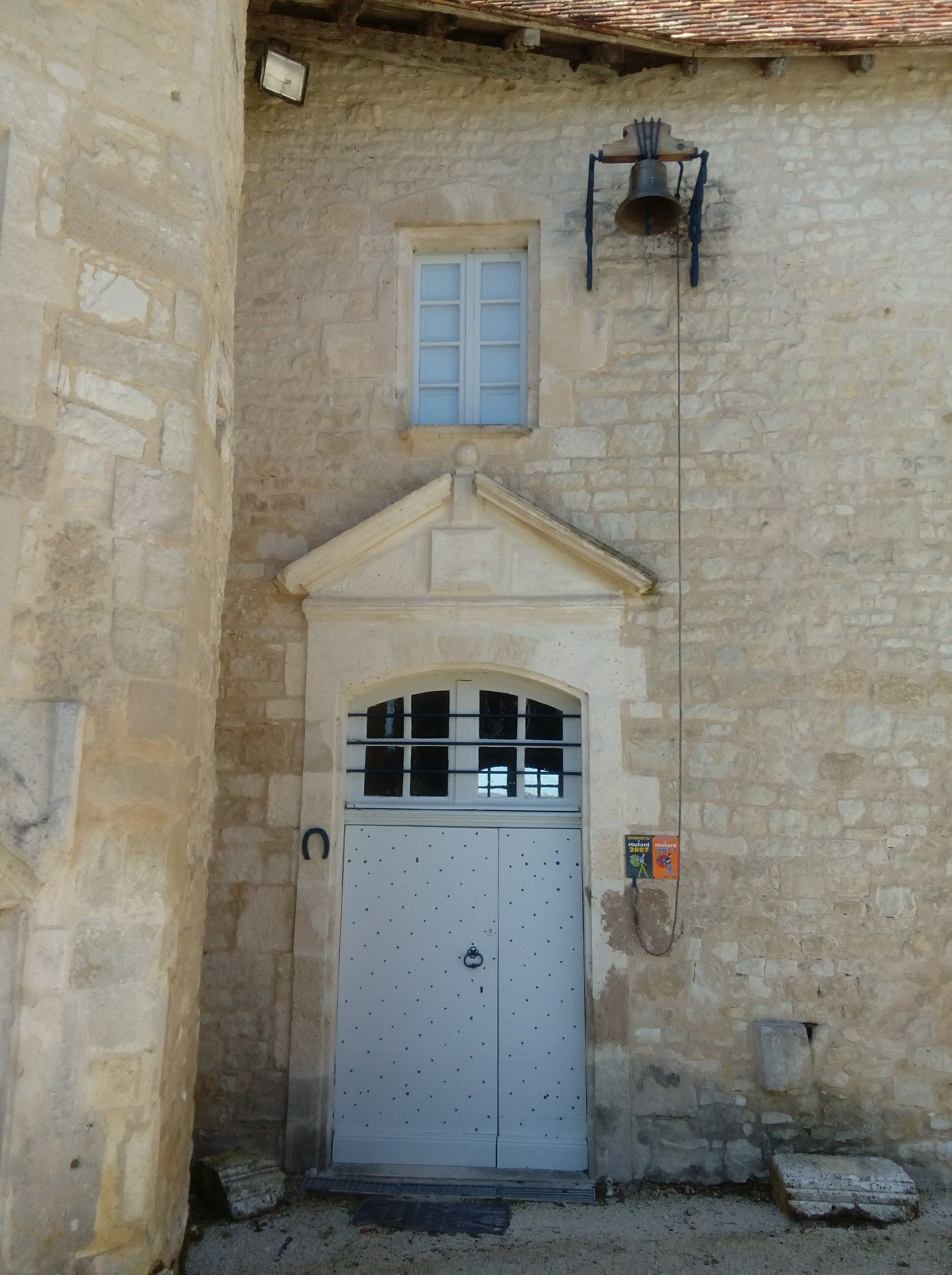
Porte d'entrée du logis.